# Els hereus de la terra (novel·la)
Els hereus de la terra (originalment: Los herederos de la tierra) és la quarta novel·la de l'advocat i escriptor català Ildefonso Falcones publicada el 2016. Es tracta de la continuació de L'església del mar que, ambientada en la Barcelona del segle XIV, reprèn l'acció tres anys després del final del primer lliurament. La traducció al català va arribar el mateix any de la publicació per Mireia Alegre Clanxet i Imma Estany.

## Adaptació
El 22 de maig de 2020, Atresmedia i Netflix van anunciar que havia arribat a un acord per a la producció de l'adaptació de la novel·la homònima, convertint-se en seqüela de L'esglèsia del mar. El novembre del mateix any, va iniciar el seu rodatge.